# 6 groszy 1813
6 groszy 1813 – moneta sześciogroszowa wybita w miedzi w 1813 r. w czasie oblężenia Zamościa przez wojska rosyjskie, w okresie Księstwa Warszawskiego. W polskiej numizmatyce określana jest czasami również jako moneta oblężnicza, a niekiedy jako moneta zastępcza.

## Awers
Na tej stronie umieszczono napis w czterech wierszach:

PIENIĄDZ
W OBLEZENIU
ZAMOSCIA
1813

## Rewers
Istnieją trzy warianty rewersu:
- W centralnej części znajduje się nominał 6, pod nim napis „GROSZY”, a poniżej dwie skrzyżowane gałązki, dookoła otokowo napis „BOŻE DOPOMÓŻ WIERNYM OYCZYŹNIE” – odmiana z napisem otokowym i gałązkami.
- W centralnej części znajduje się nominał 6, pod nim napis „GROSZY”, a poniżej dwie skrzyżowane gałązki – odmiana bez napisu otokowego, z gałązkami.
- W centralnej części znajduje się nominał 6, pod nim napis „GROSZY” – odmiana bez napisu otokowego, bez gałązek.

## Opis
Sześciogroszówka zamojska została wybita na wycofanej z obiegu miedzianej sześciokrajcarówce austriackiej, wyemitowanej przez Austrię tylko z datą 1800. Sześciokrajcarówka ta była jedyną miedzianą monetą o tym nominale. Miała umieszczone popiersie Franciszka II jako władcy Świętego Cesarstwa Rzymskiego, które w 1806 roku zmieniło nazwę na Cesarstwo Austrii, a sam panujący przyjął tytuł Franciszka I.
Austriacka moneta wyjściowa miała średnicę 33 mm. Ze względu na prymitywną metodę bicia, średnica sześciogroszówek potrafi się wahać w górę. Masa egzemplarzy napotkanych na rynku wynosi 9,95 – 14,65 grama. Napisy na monetach austriackich były opiłowywane pilnikiem, ale w większości pozostawiono oryginalny ozdobny rant.
Cała emisja sześciogroszówek wyniosła 1330 sztuk. Stopień rzadkości poszczególnych odmian przedstawiono w tabeli:
| Odmiana                                          | Stopień rzadkości | Liczba egzemplarzy | Zdjęcie |
| ------------------------------------------------ | ----------------- | ------------------ | ------- |
| 6 groszy 1813 z gałązkami i z napisem otokowym   | R4                | 121–600            |         |
| 6 groszy 1813 z gałązkami i bez napisu otokowego | R5                | 26–120             |         |
| 6 groszy 1813 bez gałązek i bez napisu otokowego | R8                | 2–3                |         |

Odmiana bez gałązek i bez napisu otokowego ma inny krój cyfry 3 daty, przypominający rosyjską literę З (pol. Z). Podobnie litera Y w napisie „GROSZY” przypomina rosyjską literę Ч (pol. CZ). Między innymi z powodu tych dwóch różnic, wśród kolekcjonerów pojawiają się niepotwierdzone opinie, że odmiana bez gałązek i bez napisu otokowego mogła powstać w XIX w. ale w okresie późniejszym.